# طيبة (مقاطعة)

طيبة (بالإغريقية: Θηβαΐς)‏ (باللاتينية: Thēbaïs) كانت منطقة في مصر الرومانية، تتكون من 13 نوم جنوبي في صعيد مصر، من أبيدوس حتى أسوان.

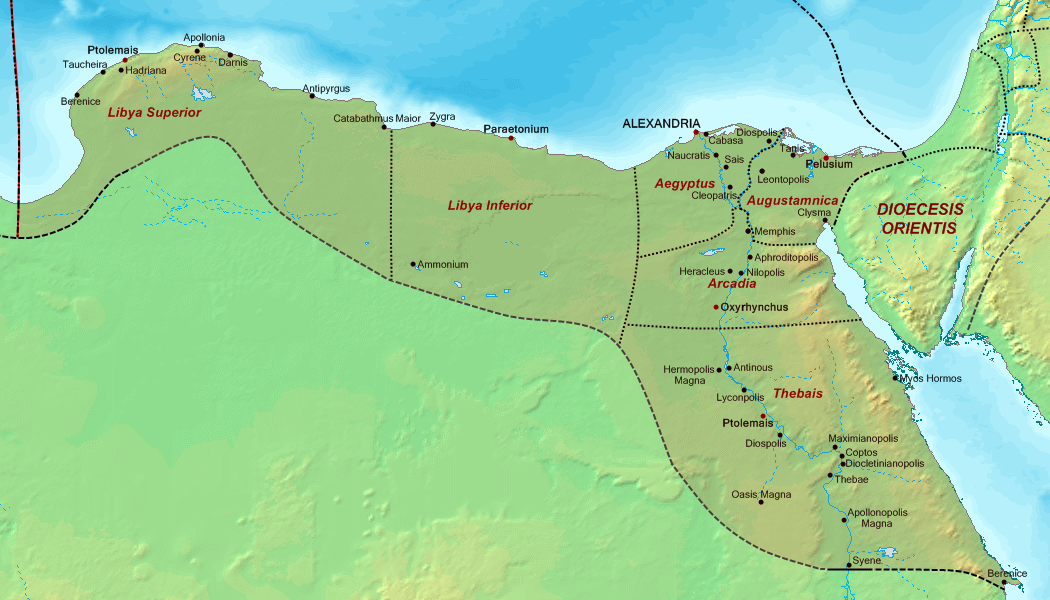
خريطة أبرشية مصر المتأخرة وفيها تظهر مقاطعة طيبة في الجنوب.

## التاريخ الفرعوني

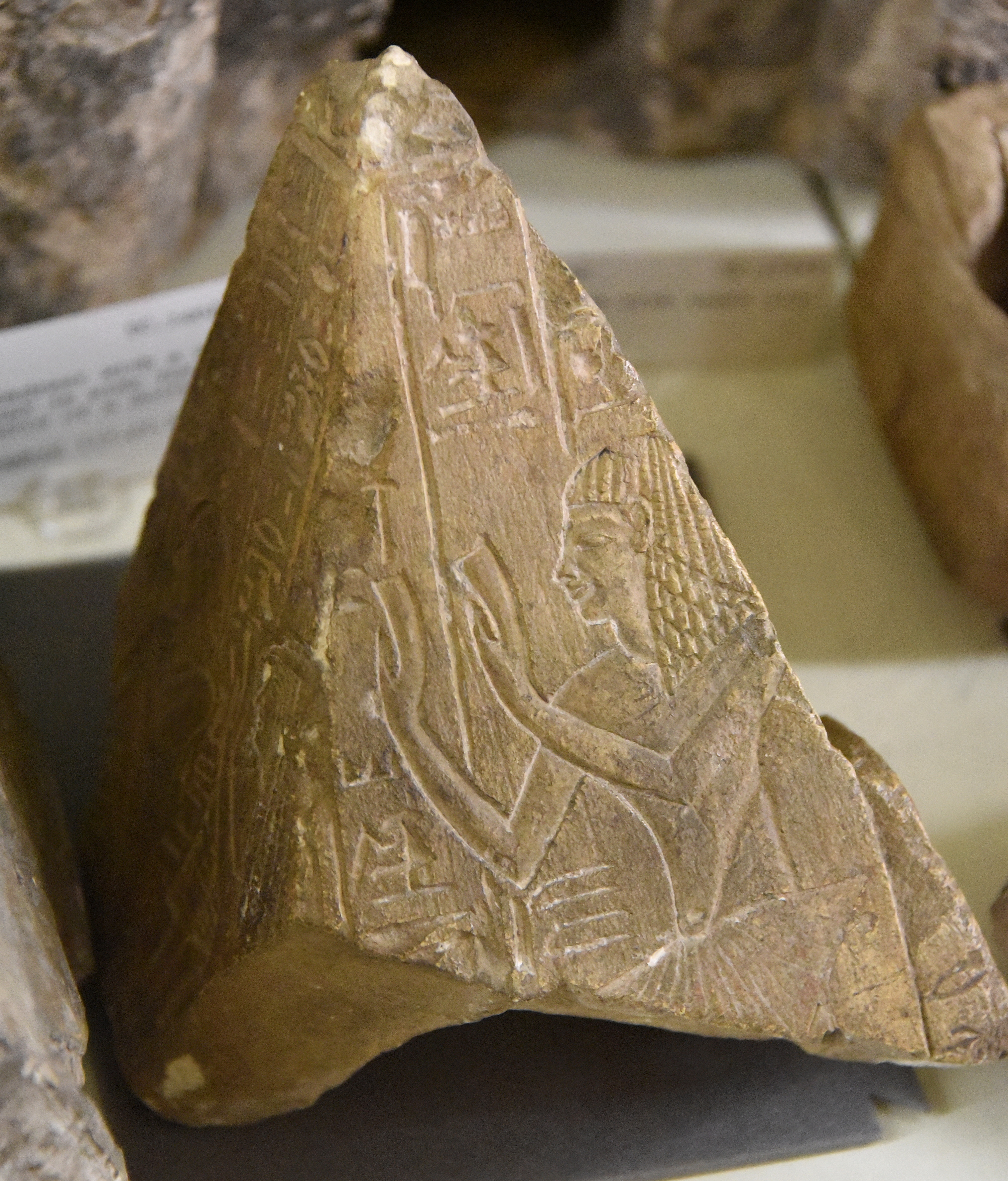
هرم نب آمون. ربما من قمة لوحة حجرية. من الحجر الجيري. من الأسرة التاسعة عشر. جاءت من طيبة ولكن من المحتمل أنها في الأصل من دير المدينة. من متحف بتري للآثار المصرية، لندن

اكتسبت طيبة اسمها من قربها من العاصمة المصرية القديمة طيبة (الأقصر). خلال حكم الأسرات سيطرت طيبة وكهنتها على هذه المنطقة من خلال معبد آمون بالكرنك.
في مصر البطلمية، كانت طيبة منطقة إدارية واحدة تحت إشراف إبيستراتغوس طيبة ، الذي كان مسؤولاً أيضًا عن الإشراف على الملاحة في البحر الأحمر والمحيط الهندي. كانت عاصمة طيبة البطلمية هي بطلوميس هرميو، وهي مستعمرة إغريقية على النيل كانت بمثابة مركز سياسي وإقتصادي في صعيد مصر .

## المقاطعات الرومانية
خلال الإمبراطورية الرومانية ، أنشأ دقلديانوس مقاطعة طيبة، تحت حراسة الفيلق الأول "Legio I Maximiana" والثاني "Legio II Flavia Constantia". تم لاحقًا قُسِمت إلى طيبة العليا (باللاتينية: Thebais Superior)‏، (باليونانية: Ἄνω Θηβαΐς)‏، Anō Thēbaïs)، وتضم الجزء الجنوبي وعاصمتها في طيبة، وطيبة السفلى (باللاتينية: Thebais Inferior)‏، (باليونانية: Θηβαΐς Ἐγγίστη)‏ ، Thēbaïs Engistē)، وتضم الجزء الشمالي مع العاصمة في بطلوميس.
في حوالي القرن الخامس، ونظرًا لأن أغلبها كانت مناطق صحراوية، أصبحت مقاطعة طيبة ملاذًا للعديد من النساك المسيحيين، وكانت مسقط رأس باخوميوس. وفي الفن المسيحي، تُصور طيبة كمكان يوجد فيه العديد من الرهبان.

## كراسي الأسقفية
الكراسي الأسقفية القديمة لطيبة الأولى المدرجة في الكتاب البابوي السنوي ككراسي كاثوليكية لقبية:
- أنتيوبوليس (تجيبو) (العتمانية)
- أنتينوبوليس المطرانية الرئيسية
- أبولونوبوليس الصغرى (كوم إسفحت الآن قوص)
- القوصية
- هيرموبوليس الكبرى (الأشمونين)
- هيبسليس (شطب)
- الواحة الكبرى (الخارجة)
- بانوبوليس ( أخميم )

الكراسي الأسقفية القديمة لطيبة الثانية المدرجة في الكتاب البابوي السنوي ككراسي كاثوليكية لقبية:
- أبولونوبوليس الكبرى (إدفو)
- Coptus (قفط)
- Diocletianopolis in Thebaide (قوص)
- Diospolis Superior (هو)
- أرمنت
- Latopolis (إسنا)
- Maximianopolis in Thebaide (قنا)
- فيلة
- Pselchis (معبد الدكة)
- Ptolemais Hermiou المنشأة، المطرانية الرئيسية
- Syene (أسوان)
- Tentyris (دندرة)
- ثينيس